# Mikhail Kirponos
Mikhail Petrovitj Kirponos (russisk: Михаил Петрович Кирпонос, ukrainsk: Михайло Петрович Кирпонос, Mykhajlo Petrovytj Kyrponos  ; født 12. januar 1892 i Vertijivka Russiske Kejserrige, død 20. september 1941 i Lokhvytsja, Ukrainske SSR). Kirponos var general i den Den Røde Hær under 2. verdenskrig, men startede allerede sin militære karriere i 1915, da han deltog i 1. verdenskrig.
1. ↑  Navnet er anført på russisk og stammer fra Wikidata hvor navnet endnu ikke findes på dansk.
2. ↑  Navnet er anført på svensk og stammer fra Wikidata hvor navnet endnu ikke findes på dansk.